# Српски хор „Свети Серафим Саровски”
Хор Свети Серафим Саровски је основан 1995. године у Зрењанину при манастиру Св. Меланије Римљанке u Зрењанину, где је почео да учествује на богослужењима. Унутар Србије је по позиву гостовао у многим местима:  манастир Жича, манастир Гргетег, Нови Бечеј, Сремска Митровица, Лајковац, Нови Сад, а такође је остварио и многа гостовања у иностранству: Немачка, Данска, Шведска и Велика Британија.
У свом репертоару ансамбл негује хорске духовне нумере српских, руских и грчких композитора као и ауторске композиције при чему се истиче Литургија Св. Јована Златоустог написана комлетно на српском језику коју је за хор приредио мр Божидар Црњански. Осим духовног програма негују опус национално родољубивих песама, романси и староградских песама.
Стандардни чланови су запослени у Опери Српског народног позоришта у Новом Саду.

### Диригент
Божидар Црњански, дипломирао Музичку педагогију, а потом магистрирао Хорско дириговање у класи проф. Т. Остојић на Академији Уметности у Новом Саду. Своје занимање за рад са хорским ансамблом стиче у хору "Јосиф Маринковић" а потом и као певач-диригент у „Св Серафиму Саровском“. Представник је Академије Уметности на међународном пројекту Campus Cantat 2001 у Дортмунду (Немачка), Мајсторским Курсевима дириговања Winter School 2005 у Дубровнику код проф. Матса Нилсена (Royal Academy Stocholm, Sweden)и чувеног диригента Гарија Грејдена (Љубљана 2007). Као диригент хора „Светозар Марковић“ је од 2002 освојио велики број међународних награда. Добитник је награде „најбољи диригент“ на првом међународном хорском фестивалу у Запослен је као асистент на катедри за дириговање на Академији Уметности у Новом Саду.

### Глас Београда
На првом међународном фестивалу хорова "Глас Београда" Хор Свети Серафим Саровски добио је у категорији камерних хорова:
-Награду за најбоље изведену световну композицију (Нек Душман Види, Д. Јенко) и
-Награду за најбоље изведену задату композицију (Србија, Б. Миланковић)